# Corruption
Corruption – polski zespół muzyczny początkowo wykonujący death i doom metal, a z czasem grupa zaczęła grać stoner metal. Formacja powstała w 1991 roku w Sandomierzu w składzie: Paweł „P. Horne” Kaniewski (śpiew), Janusz „Chicken” Kubicki (gitara), Piotr „Anioł” Wącisz (gitara basowa) oraz Grzegorz „Melon” Wilkowski (perkusja).

## Historia
W maju 1992 roku grupa zarejestrowała pierwsze studyjne promo The Ultra-Florescence. Poprzedzone nagraniami demo z próby, wydane jako Absorbed in Misery (1991). Materiał studyjny wzbudził zainteresowanie wytwórni muzycznej Carnage Records dla której na przełomie czerwca i lipca ponownie zarejestrowano The Ultra-Florescence.
Nim wydawnictwo ukazało się na rynku grupa występowała podczas koncertów w kraju m.in. wraz z Vader, Armagedon, Cryptic Tales czy Schismatic. The Ultra-Florescence ostatecznie ukazała się w lutym 1993 roku nakładem Carnage Records. W maju tego samego roku do zespołu dołączył instrumentalista klawiszowiec Mirosław Mróz z którym w składzie Corruption odbyło trasę koncertową The Ultra-Tour.
W czerwcu 1993 roku muzycy pracowali nad kolejnym promo zatytułowanym Dawn Of Sullen Oratory na którym zaprezentowali doom metal. W lipcu 1993 roku zespół wziął udział w szóstej edycji festiwalu S'THRASH'YDŁO obok takich zespołów jak: Asphyx, Temperance, Proton Burst, Violent Dirge, Hazael czy Geisha Goner. Demo Dawn Of Sullen Oratory wzbudziło zainteresowanie wytwórni Sick Records, efektem czego był kontrakt płytowy. Do marca 1994 roku muzycy pracowali nad ostateczną zawartością płyty, by w kwietniu wejść do pod rzeszowskiego Spaart Studio.
Ecstasy bo taki nosił debiutancki album grupy ukończono w czerwcu, jego premiera natomiast miała miejsce na początku roku 1995. Tego samego roku do zespołu dołączył znany jako „Thrashu” gitarzysta Krzysztof Szydło. Już z nowym muzykiem wraz z grupami Death, Grave, Samael, Unleashed i Shihad zespół wystąpił na dziesiątej edycji festiwalu Metalmania. W październiku 1995 r. z zespołu został wyrzucony gitarzysta „Chicken”.
Na przełomie listopada i grudnia 1995 r. ponownie w Spaart Studio zespół zarejestrował swój drugi album zatytułowany Bacchus Songs. Na początku 1996 roku do zespołu został przyjęty drugi gitarzysta o pseudonimie „Gootek”. W czerwcu 1996 r. po dwuletnim oczekiwaniu Ecstasy ukazała się na CD w Europie. Niedługo potem w wyniku nieporozumień z Sick Records muzycy zerwali kontrakt. W sierpniu tego samego roku zespół wziął udział w ósmej edycji festiwalu Shark Attack, natomiast w listopadzie nakładem Negative Records na kasecie magnetofonowej ukazał się album Bacchus Songs. Ciesząc się uznaniem w czasopismach takich jak „Brum”, „Tylko Rock” czy „Metal Hammer”.
W styczniu 1997 roku na rzecz grupy Night Gallery z zespołu odszedł wokalista „P.Horne”, a jego miejsce zajął „D.J.Abel”. Pięć miesięcy po odejściu wokalisty odszedł kolejny muzyk tym razem klawiszowiec Mróz. W styczniu 1998 roku zespół zarejestrował promo Junky, w kwietniu natomiast koncertował wraz z grupami Night Gallery i Devilyn. W maju 1998 roku zespół wziął udział w międzynarodowym festiwalu organizowanym przez niemiecką wytwórnię Awaken Production w Kołobrzegu. Corruption wystąpił tam razem z Night in Gales i Tortharry. W kwietniu po koncercie w Krośnie z zespołu odszedł gitarzysta „Gootek”, a jego miejsce zajął Paweł Kubik grający również w Electric Hate Machine.
W marcu 2000 roku nowym wokalistą zespołu został Rafał Trela pseudonim „Rufus”. W maju Corruption był gościem na sanockim koncercie grupy Behemoth organizowanym w ramach trasy Millenium Tour 2000. W lipcu zespół wystąpił w roli headlinera podczas dziewiątej edycji festiwalu Negative Zone w Sandomierzu. W marcu 2001 roku zespół wszedł do warszawskiego Kokszoman Studio, gdzie zarejestrował album pt. Pussyworld utrzymany w stylistyce stoner metal. W grudniu 2001 grupa obchodziła dziesiątą rocznicę istnienia, jej „urodzinowy” koncert odbył się w rodzinnym mieście zespołu w Sandomierzu. W lipcu 2002 zespół podpisał kontrakt płytowy z Metal Mind Records nakładem której 27 sierpnia 2002 roku na całym świecie ukazał się album Pussyworld.
W listopadzie 2002 zespół odbył trasę koncertową Kiss, Lick, Penetrate Tour 2002 u boku takich grup jak Necrophobic, Quo Vadis, Unnamed i Mess Age. Na początku 2003 roku Corruption wystąpił jako gość specjalny na warszawskich koncertach grupy Soulfly oraz Paula Di Anno. 1 czerwca tego samego roku grupę opuścił gitarzysta Paweł Kubik, natomiast 3 lipca zespół wraz z grupami Quo Vadis, Hunter i Sweet Noise wystąpił podczas festiwalu rockowego Węgorzewo 2003.
W lipcu muzycy rozpoczęli również nagrania nowego albumu pt. Orgasmusica zarejestrowanego ponownie w Kokszoman Studio. Na przełomie lipca i sierpnia grupa wystąpiła ponadto na IX edycji Przystanku Woodstock, gdzie zagrał dla 400 000 osób. Podczas występu w zespole zadebiutował znany z występów w grupie Twisted Cow gitarzysta Norbert Falkiewicz pseudonim „Fala”. Orgasmusica ukazała się 23 września 2003 roku, a promowana była m.in. podczas występu w katowickim Spodku poprzedzającego grupę Deep Purple.
W 2004 roku z zespołu odeszli Szydło i Falkiewicz, których zastąpili znany z zespołu Leash Eye Arkadiusz „Opath” Gruszka oraz Paweł „Erol” Niziołek. 27 września ukazało się koncertowe DVD zespołu zatytułowane Hellectrify Yourself nagrane w krakowskim Studiu Łęg. 14 sierpnia 2005 zespół wystąpił na festiwalu Hunter Fest.
We wrześniu 2005 w opalenickim studiu Taklamakan zespół rozpoczął pracę nad albumem Virgin’s Milk, którego producentem został były członek zespołu Acid Drinkers, Przemysław Wejmann. Album ukazał się 28 listopada. 4 marca następnego roku zespół ponownie wystąpił na festiwalu Metalmania obok takich wykonawców jak Nevermore, Anathema, Soilwork, Therion, U.D.O., 1349 czy Moonspell, zaś w maju zespół wziął udział w trasie grupy Behemoth promującej wówczas album Demigod.
25 listopada 2006 w warszawskim klubie Progresja odbył się specjalny koncert zespołu, w trakcie którego świętował on 15-lecie istnienia.
2 czerwca 2007 zespół wystąpił we wrocławskim klubie Firlej w roli supportu grupy Orange Goblin, zaś w sierpniu na festiwalu Wacken Open Air w Niemczech.
9 marca 2010 ukazał się album Bourbon River Bank będący pierwszą płytą w historii zespołu nagraną w takim samym składzie jak poprzednia. Spotkał się on z ciepłym przyjęciem krytyki i fanów, w 2011 został nominowany do przyznawanej przez ZPAV do prestiżowej nagrody Fryderyk w kategorii „Album Roku Metal”.
W 2013 roku doszło do znacznych przetasowań w składzie zespołu. Odeszli współzałożyciel, perkusista Grzegorz „Melon” Wilkowski oraz gitarzyści Arkadiusz Gruszka i Paweł Niziołek. Zastąpili ich kolejno Bartosz „Vincent” Gamracy (Spirit, Vagitarians), Piotr „Rutkoś” Rutkowski (Spirit, Vagitarians) i Daniel „Dani” Lechmański (Exlibris, Chain Reaction). Nowy skład ogłosił lider zespołu, Piotr Wącisz, na antenie Antyradia w audycji Piotra „Makaka” Szarłackiego, „Makakart”. Niedługo potem z zespołem rozstał się również wokalista Rafał „Rufus” Trela, od tamtej pory zespół działał jako kwartet z Lechmańskim i Rutkowskim w roli śpiewających gitarzystów. Ta konfiguracja personalna firmowała płytę Devil’s Share, która ukazała się 9 czerwca 2014 nakładem Metal Mind Productions. Album zawierał m.in. utwór Born To Be Zakk Wylde będący połączeniem Born to Be Wild grupy Steppenwolf i Holy Diver z repertuaru zespołu Dio, oddający hołd Zakkowi Wylde’owi, gitarzysty zespołu Ozzy’ego Osbourne’a oraz lidera grupy Black Label Society. Wydawnictwo było promowane trasą „Sharing The Devil Tour”, w trakcie której po raz drugi doszło do wymiany niemal całego składu, z grupy odeszli Lechmański, Rutkowski i Gamracy, których zastąpili Jacek Hiro (Sceptic, Virgin Snatch), Robert Zembrzycki (Saratan) oraz James Stewart (Vader, Divine Chaos), zaś nowym głównym wokalistą został Łukasz „Chuck” Wolkiewicz. Ten skład zarejestrował teledysk do Born To Be Zakk Wylde, do którego zdjęcia odbyły się w trakcie koncertu w katowickim klubie Katofonia 19 kwietnia 2015. Miesiąc później, 13 maja, ów klip udostępnił na swoim facebookowym profilu sam Zakk Wylde opatrując go komentarzem „BLS Polish Chapter Riding Strong!”.
W 2016 roku zespół po raz drugi wystąpił na Przystanku Woodstock, w którym wzięło udział ponad 400 tysięcy osób.

## Muzycy
Opracowano na podstawie materiału źródłowego.
| Obecny skład zespołu - Piotr „Sooloo Jr.” Solnica – gitara (od 2015) - Piotr „Anioł” Wącisz – gitara basowa, wokal (od 1991) - Łukasz „Chuck” Wolkiewicz – wokal (od 2015) - Łukasz „Icanraz” Sarnacki – perkusja (od 2016) |  | Byli członkowie zespołu - Jacek Hiro – gitara (2015–2016) - James Stewart – perkusja (2015–2016) - Rafał „Rufus” Trela – wokal (2000–2013) - Grzegorz „Melon” Wilkowski – perkusja (1991–2012) - Mirosław Mróz – keyboard (1993–1997) - Paweł „P.Horne” Kaniewski – wokal (1991–1997) - „D.J.Abel” – wokal (1997–2000) - Janusz „Chicken” Kubicki – gitara (1991–1995) - „Gootek” – gitara (1996–1998) - Norbert „Fala” Falkiewicz – gitara - Krzysztof „Thrashu” Szydło – gitara - Paweł „Elektryczny” Kubik – gitara - Paweł „Erol” Niziołek – gitara (2004–2012) - Arkadiusz „Opath” Gruszka – gitara (2004–2012) - Piotr „Rutkoś” Rutkowski – gitara, wokal (2013–2014) - Daniel „Dani” Lechmański – gitara, wokal (2013–2014) - Bartek „Grabarz” Gamracy – perkusja (2013–2014) - Robert „Bobby” Zembrzycki – gitara (2015–2017) |

## Dyskografia
| Rok  | Tytuł                                                                     |
| ---- | ------------------------------------------------------------------------- |
| 1996 | Ecstasy - Data: 1996 - Wydawca:Sick Records                               |
| 1996 | Bacchus Songs - Data: listopad 1996 - Wydawca: Negative Records           |
| 2002 | Pussyworld - Data: 27 sierpnia 2002 - Wydawca: Metal Mind Productions     |
| 2003 | Orgasmusica - Data: 23 września 2003 - Wydawca: Metal Mind Productions    |
| 2005 | Virgin’s Milk - Data: 28 listopada 2005 - Wydawca: Metal Mind Productions |
| 2010 | Bourbon River Bank - Data: 9 marca 2010 - Wydawca: Mystic Production      |
| 2014 | Devil’s Share - Data: 9 maja 2014 - Wydawca: Metal Mind Productions       |
| 2017 | Spleen - Data: 5 października 2017                                        |

| Rok  | Tytuł                                                                          |
| ---- | ------------------------------------------------------------------------------ |
| 2004 | Hellectrify Yourself - Data: 21 czerwca 2004 - Wydawca: Metal Mind Productions |

| Rok  | Tytuł                                                                 |
| ---- | --------------------------------------------------------------------- |
| 2012 | Highway Ride / Dance With My Cleaver - Wydawca: brak (wydanie własne) |
| 2018 | Ruin of a Man - Wydawca: brak (wydanie własne)                        |

| Rok  | Tytuł                                                                         |
| ---- | ----------------------------------------------------------------------------- |
| 1991 | Absorbed in Misery - Data: 15 listopada 1991 - Wydawca: brak (wydanie własne) |
| 1991 | The Ultra-Florescence - Data: 1991 - Wydawca: Carnage Records                 |
| 1993 | Dawn of Sullen Oratory - Data: 1993 - Wydawca: brak (wydanie własne)          |
| 1998 | Junky - Data: 1998 - Wydawca: brak (wydanie własne)                           |

| Rok  | Tytuł        | Pozycja na liście |
| Rok  | Tytuł        | Turbo Top         |
| ---- | ------------ | ----------------- |
| 2011 | „Hell Yeah!" | 4                 |

## Nagrody i wyróżnienia
| Rok  | Kategoria                             | Nagroda                      | Nota       |
| ---- | ------------------------------------- | ---------------------------- | ---------- |
| 2003 | Album roku (Corruption – Pussyworld)  | Plebiscyt Metal Hammer, 2002 | 7. miejsce |
| 2003 | Zespół roku (Corruption)              | Plebiscyt Metal Hammer, 2002 | 6. miejsce |
| 2003 | Przebój roku (Corruption – „Wasted”)  | Plebiscyt Metal Hammer, 2002 | 9. miejsce |
| 2011 | Album roku metal (Bourbon River Bank) | Fryderyk                     | Nominacja  |
| 2018 | Zespół roku Hard Rock/Metal Scyzoryk  | Statuetka                    |            |